# Juan Carlos Onganía
Juan Carlos Onganía Carballo (Marcos Paz, 17 marzo 1914 – Buenos Aires, 8 giugno 1995) è stato un generale e politico argentino.
Fu presidente dell'Argentina e dittatore dal 29 giugno 1966 all'8 giugno 1970, arrivando al potere con un colpo di Stato (denominato Rivoluzione Argentina) ordito con successo ai danni di Arturo Umberto Illia. Il regime che instaurò fu ispirato ai valori del cattolicesimo più tradizionalista e del nazionalismo. Passò alla storia argentina come uno dei capi di stato più repressivi in materia di diritti civili e sindacali.

## Biografia

### Origini
La casata Ongania è di origini italiane, provenendo da Monte di Varenna, oggi conosciuto come Perledo. Suo nonno, Pietro Giosuè Ongania (nato il 12 agosto 1848), emigrò dall'Italia nel 1883, lasciando la frazione di Regolo per Buenos Aires, partendo dal porto di Genova. Con la moglie Teodora Teodorini ebbe 7 figli; dal primogenito, Carlos Ongania (19 febbraio 1885), che sposò Sara Carballo (1888), nacque Juan Carlos Ongania, terzogenito dopo Nelida Angela (1911) e Olga (1912).

### Carriera militare
Onganía entrò nel Colegio Militar de la Nación nel 1931 uscendone tre anni dopo con il grado di tenente di cavalleria. Nominato generale nel 1959, si schierò nella fazione degli azules dell'esercito argentino. Questo schieramento, di orientamento nazionalista e cattolico, e opposto alla fazione dei rossi, vedeva nel peronismo un utile alleato contro l'avanzata del comunismo e dei movimenti politici di sinistra. L'affermazione degli azzurri all'interno dell'esercito consentì ad Onganía di ottenere il 22 settembre 1962 la nomina a Comandante in capo. In quegli stessi anni l'Argentina era governata dal radicale Arturo Umberto Illia, il quale, con le sue politiche nazionaliste e socialdemocratiche, si era inimicato le forze armate e alcuni tra gli ambienti economici più influenti del Paese. Parte della stampa nazionale, che descriveva il capo di stato argentino come lento e debole, iniziò a promuovere la figura di Onganía, indicandolo come l'uomo forte di cui la nazione aveva bisogno. Quando Illia tolse la proscrizione al peronismo, i militari scatenarono un colpo di stato, definito Revolución Argentina, che portò al potere il generale Onganía il 29 giugno 1966.

### La dittatura
Non appena conquistato il potere, Onganía sciolse tutti i partiti e proibì le riunioni politiche, sindacali e studentesche. Ciò scatenò una serie di proteste negli ambienti universitari. In risposta, il dittatore emanò un decreto che aboliva la riforma universitaria del 1918, scatenando così l'occupazione di alcune facoltà dell'Università di Buenos Aires. Onganía autorizzò quindi una durissima repressione da parte della polizia che, la notte 29 luglio 1966, passata alla storia come la notte dei lunghi bastoni, irruppe nelle facoltà occupate pestando selvaggiamente gli studenti e distruggendo laboratori e biblioteche. Numerosi studenti e professori furono arrestati e incarcerati.
Durante il suo regime, Onganía, mediante il ministro delle finanze Adalbert Krieger Vasena, adottò alcune misure economiche volte, da un lato, a ridurre il controllo dello Stato sul tessuto economico nazionale (consentendo, ad esempio, l'apertura ai capitali internazionali dell'economia argentina), dall'altro, a ridurre la spesa pubblica, con decisioni come lo smantellamento di fabbriche statali, il taglio dei funzionari pubblici e la chiusura di ferrovie. Per contenere l'inflazione, Krieger Vasena svalutò del 40% il valore della moneta nazionale, il peso argentino. Per sostenere l'industria nazionale il governo argentino intraprese poi alcune iniziative importanti, come la costruzione della centrale nucleare di Atucha. Il mondo sindacale subì una dura repressione, mentre gli operai, già costretti a vedersi congelate tutte le contrattazioni collettive, furono privati anche dei loro diritti più elementari, come quello di sciopero. Per mantenere aperto un canale di dialogo con i vari settori dell'economia nazionale, Onganía istituì delle corporazioni, aprendo anche ad alcuni esponenti del mondo sindacale cosiddetto partecipazionista, come Augusto Vandor.
Con la volontà di controllare e "moralizzare" la società argentina, in particolar modo la gioventù, che sul finire degli anni sessanta stava attraversando una fase di intensi cambiamenti, Onganía approvò una serie di decreti liberticidi e bigotti. La dittatura non solo censurò pellicole come Blow-Up di Michelangelo Antonioni o spettacoli teatrali come Il mandarino meraviglioso di Béla Bartók o La sagra della primavera di Igor' Stravinskij, ma bandì anche le minigonne e i capelli lunghi.
Sull'esempio delle proteste che stavano esplodendo in tutto il mondo sull'esempio del Maggio francese, anche in Argentina gli operai e gli studenti iniziarono a scendere in piazza contro la dittatura. Nel maggio 1969 si ebbero duri scontri a Rosario, , noti come Rosariazo. Le proteste esplosero in particolar modo nella provincia di Córdoba, dove gli operai e gli studenti, sostenuti dai sindacati, proclamarono lo sciopero contro la dittatura il 29 maggio 1969. La manifestazione, passata alla storia come Cordobazo, degenerò in una vera e propria rivolta dopo che la polizia aprì il fuoco uccidendo un manifestante. Sul far della sera, furono inviati a Córdoba alcuni reparti dell'esercito per riprendere in mano la situazione dopo che le forze di sicurezza locali erano state sopraffatte. Il giorno seguente, i militari riuscirono ad espugnare anche l'ultimo quartiere in cui si erano arroccati gli studenti. Al termine delle operazioni si contarono una dozzina di morti, oltre ad arresti, tra cui quelli subiti dai due leader sindacali, Agustín Tosco e Raimundo Ongaro. Con il Cordobazo la società argentina affrontò a viso aperto la dittatura, dando il simbolico avvio a un nuovo decennio che significò, de facto, l'inizio della fine del regime di Onganía.
Nei mesi seguenti iniziarono a sorgere anche in Argentina una serie di movimenti terroristici, come l'ERP ed i Montoneros, che, pur aderendo a differenti dottrine politiche, si prefiggevano un obbiettivo comune: combattere tutte quelle figure e quei simboli vicini agli ambienti della dittatura e ai militari. Il 29 maggio 1970 i Montoneros sequestrarono e uccisero l'ex presidente de facto, Pedro Eugenio Aramburu, tra i principali promotori del golpe del 1955 che aveva rovesciato Juan Domingo Perón. Questo fatto provocò le dimissioni dell'intero gabinetto di governo di Onganía. L'8 giugno, il generale fu costretto a firmare le dimissioni nel quartier generale delle forze armate.

### Gli ultimi anni
Onganía si è candidato alla presidenza argentina in occasione delle elezioni del 1995, con la coalizione Fronte per la Concordia Patriottica, ottenendo lo 0,02% delle preferenze.